# Ostdeutscher Rundfunk Brandenburg
Восточно-Германское радио Брандендбурга (Ostdeutscher Rundfunk Brandenburg, ORB) — некоммерческое государственное учреждение с правом самоуправления существовавшее в 1992—2003 гг.

## Телевещательная деятельность организации
Организация вела:
- в 1992-2003 гг. — вещание по немецкой 1-й телепрограмме («Даз Эрсте» (Das Erste)) (совместно с вещательными организациями других земель);
- в 1992-1999 гг. — совместные дополуденные передачи по 1-й и 2-й программам (совместно с вещательными организациями других земель и Вторым германским телевидением);
- в 1992-2003 гг. — бранденбургские местные передачи по 1-й программе в Бранденбурге;
- в 1992-2003 гг. — вещание по бранденбургской 3-й телепрограмме («ОРБ Фернзеен» (ORB Fernsehen)) - региональной, информационной и художественной;
- в 1997-2003 гг. — вещание по немецкой детской телепрограмме «Киндерканаль» и немецкой парламентской телепрограмме «Феникс» (совместно с вещательными организациями других земель и Вторым германским телевидением);
- в 1992-2003 гг. — вещание по международной телепрограмме[6] «3 Зат» (совместно с вещательными организациями других земель, Вторым германским телевидением, Австрийским радио и Швейцарским обществом радиовещания и телевидения);
- в 1992-2003 гг. — вещание по международной телепрограмме «Арте» (совместно с вещательными организациями других земель, Вторым германским телевидением, акционерным обществом «Арте Франс» и группой экономическим интересов «Арте»).

## Радиовещательная деятельность организации
Организация вела:
- с 1 января 1992 до 2003 года — вещание по бранденбургской 1-й (информационной, общественно-политической и художественной) радиопрограмме (радиопрограмме «Антенне Бранденбург» (Antenne Brandenburg)), звучавшей на средних и ультракоротких волнах;
- с 1 января 1992 до 26 августа 1997 года — вещание по бранденбургской 2-й (информационно-музыкальной) радиопрограмме (радиопрограмме «Радио Бранденбург» (Radio Brandenburg)),
- с 1 января 1992 до 1 марта 1993 года — вещание по бранденбургской 3-й (молодёжной) радиопрограмме (радиопрограмме «Рокрадио Б» (Rockradio B)), звучавшей на ультракоротких волнах;
- с 26 августа 1997 до 2003 года — вещание по берлинско-бранденбургской 2-й (информационно-музыкальной) радиопрограмме (радиопрограмме «Радио Айнс» (Radio Eins)) (совместно с Радиостанцией Свободного Берлина), звучавшей на ультракоротких волнах;
- с 1 марта 1993 до 2003 года — вещание по берлинско-бранденбургской молодёжной радиопрограмме «Фриц» (совместно с Радиостанцией Свободного Берлина), звучавшей на ультракоротких волнах
- с 28 августа 1995 до 2003 года — вещание по берлинско-бранденбургской информационной радиопрограмме «Инфорадио» (Inforadio) (совместно с Радиостанцией Свободного Берлина), звучавшей на ультракоротких волнах;
- с 3 октября 1997 до 2003 года — бранденбургские местные передачи по берлинско-бранденбургско-северо-германской радиопрограмме («Радио Культур» (Radio Kultur)) (совместно с Радиостанцией Свободного Берлина);
- с 8 октября 1997 до 1 января 2003 года — вещание по берлинско-бранденбургско-северо-германской 3-й радиопрограмме (радиопрограмме «Радио 3» (Radio 3)) (совместно с Радиостанцией Свободного Берлина и Северо-Германским радио), звучавшей на ультракоротких волнах.

## Учредители
Учредителем организации является земля Бранденбург.

## Руководство
Руководство учреждением осуществляют:
- Совет Восточно-Германского радио Бранденбурга (ORB-Rundfunkrat), часть членов которого избираются ландагом земли Бранденбург, часть — правительством земли Бранденбург, остальные — массовыми организациями;
- Правление (Verwaltungsrat), назначавшееся Советом Восточно-Германского радио Бранденбурга;
- Директор (Intendant), назначавшийся Советом Восточно-Германского радио Бранденбурга.

## Членство
Учреждение являлось членом:
- в 1992-2003 гг. - членом Рабочего сообщества государственных вещательных организаций ФРГ;
- в 1992-2003 гг. - членом Европейского союза радиовещания.

## Активы
Учреждению принадлежало обществу с ограниченной ответственностью «ОРБ Вербунг» (ORB Werbung GmbH), осуществлявшее продажу рекламного времени в теле- и радиопередачах учреждения.